# قلعة مونسورو
قلعة مونسورو أو قصر مونسورو (بالفرنسية: le château de Montsoreau 
تنطق بالفرنسية: [lə ʃɑto də mɔ̃sɔʁo]
) هو واحد من أشهر القصور الفرنسية. وقد بناها جان الثاني دي شامبيس ، بأمر من الملك شارل السابع ملك فرنسا.
تقع قلعة مونسورو في فرنسا في وادي اللوار ، في مدينة مونسورو ، على بعد 250 كيلومترًا من باريس و 160 كيلومترًا من المحيط الأطلسي.
وهي القلعة الوحيدة لقلاع وادي لوار التي تم بناؤها من قاع نهر لوار.
منذ عام 2016 ، تنتمي قلعة مونسورو إلى فيليب مايل وتم تحويلها إلى متحف للفن المعاصر. تحتضن لقلعة مونتسورو- متحف الفن المعاصر أكبر مجموعة من الأعمال الفن واللغة (Art & Language) في العالم.

## صالة عرض

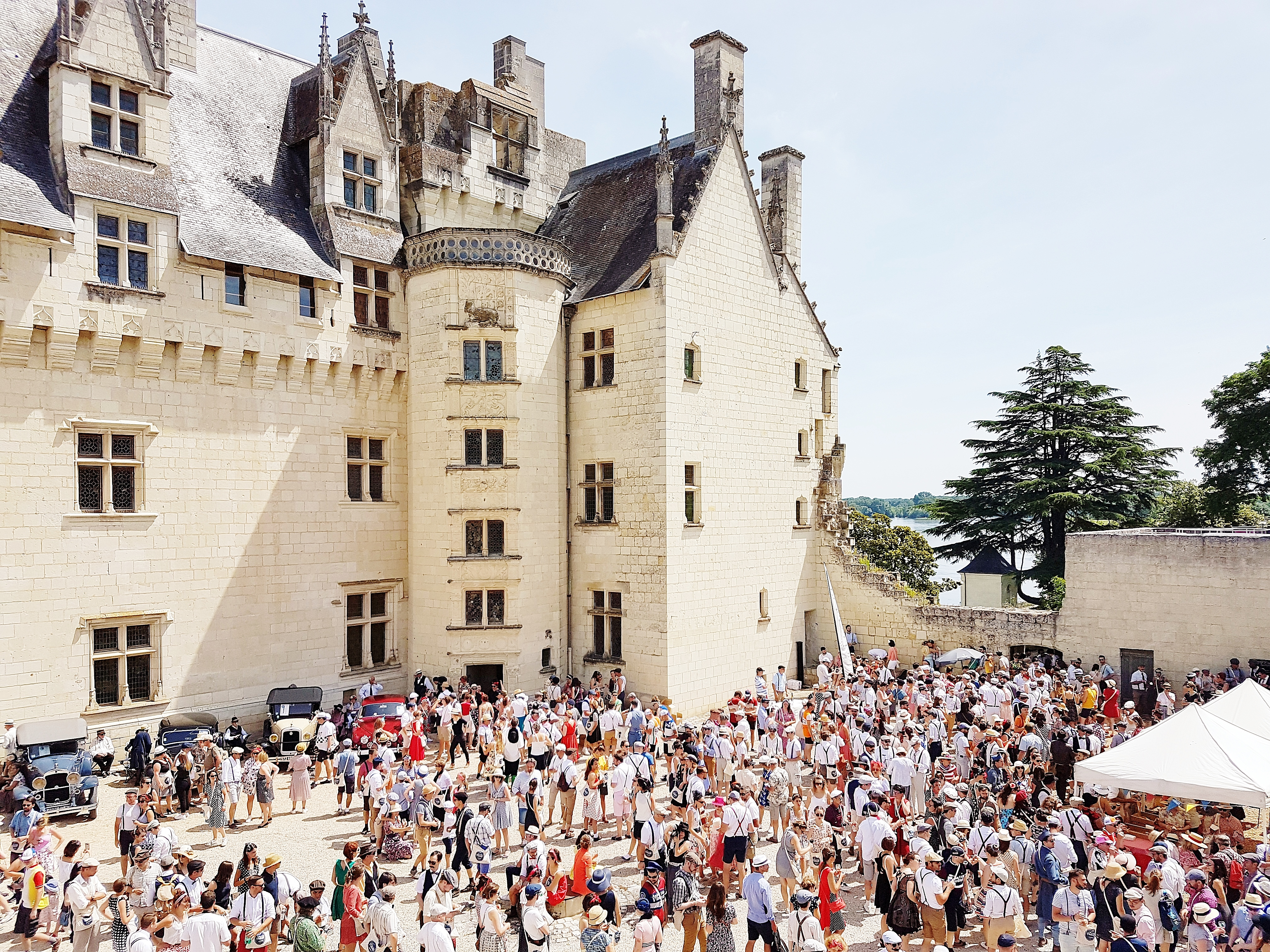
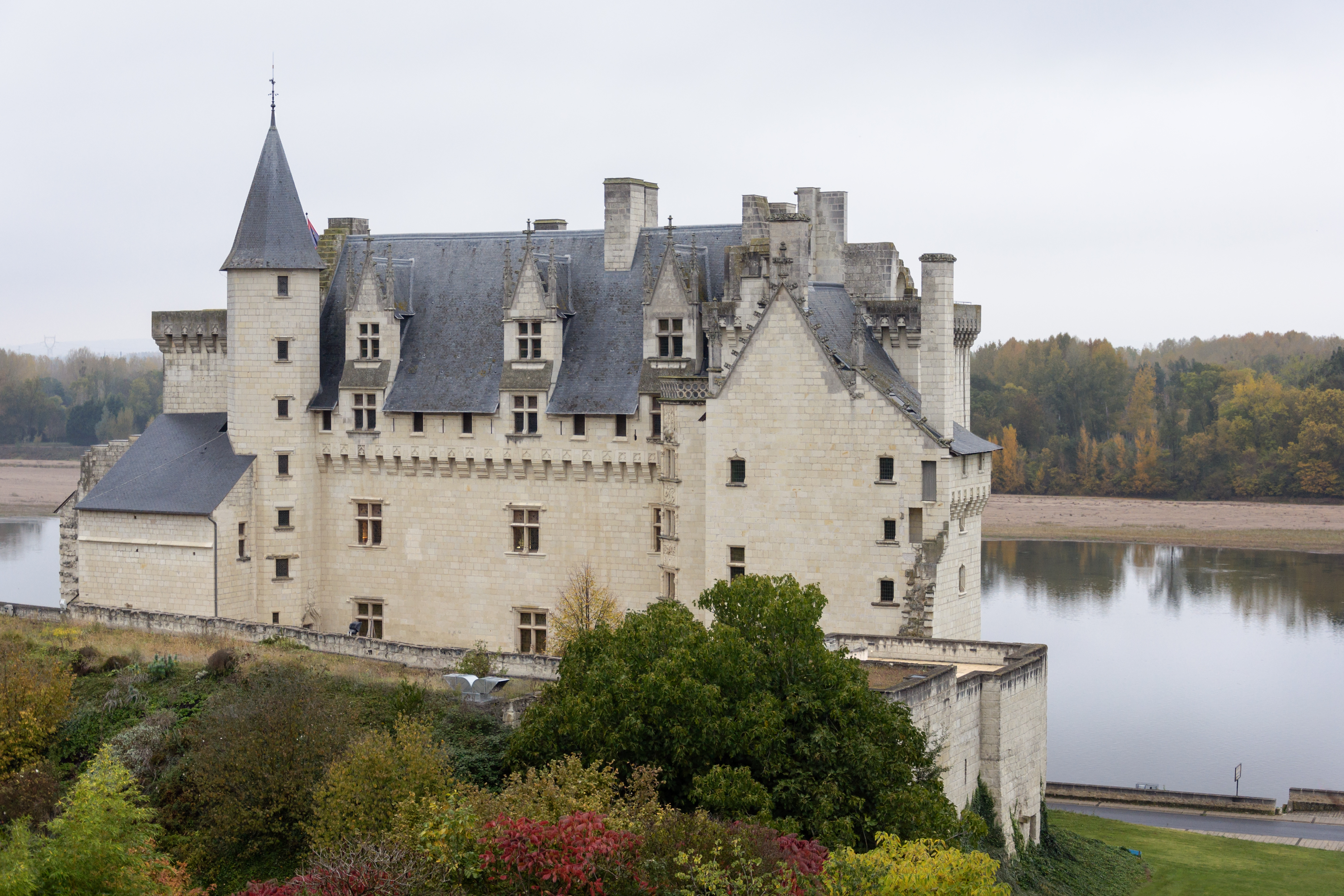
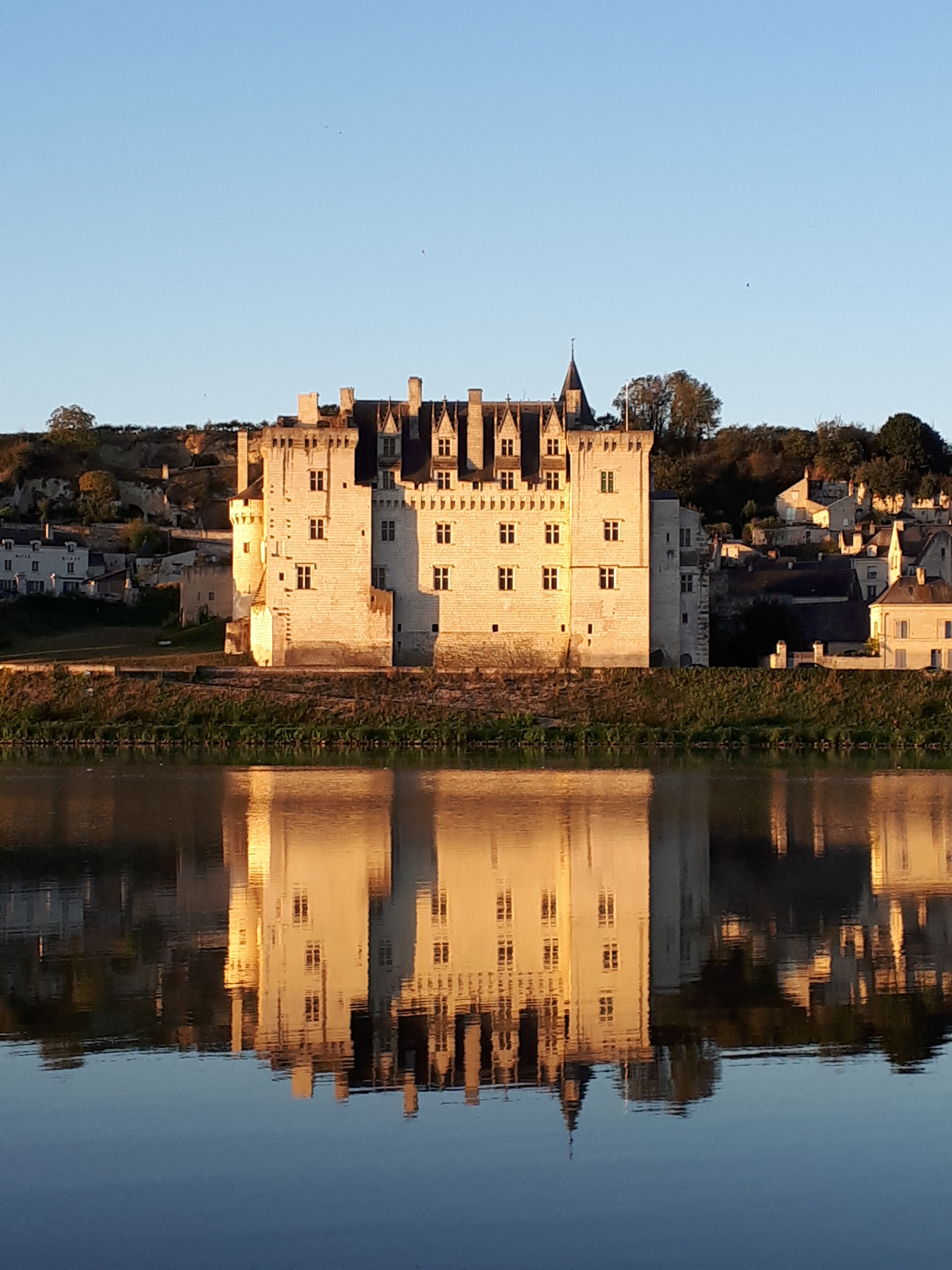
متحف الفن المعاصر (قلعة مونسورو)
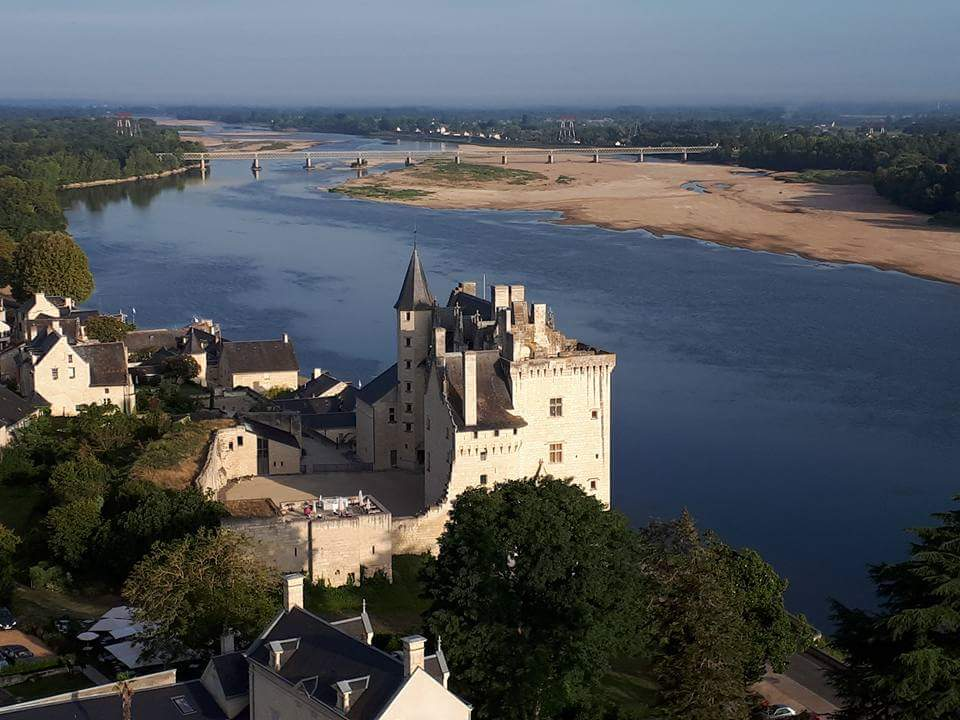
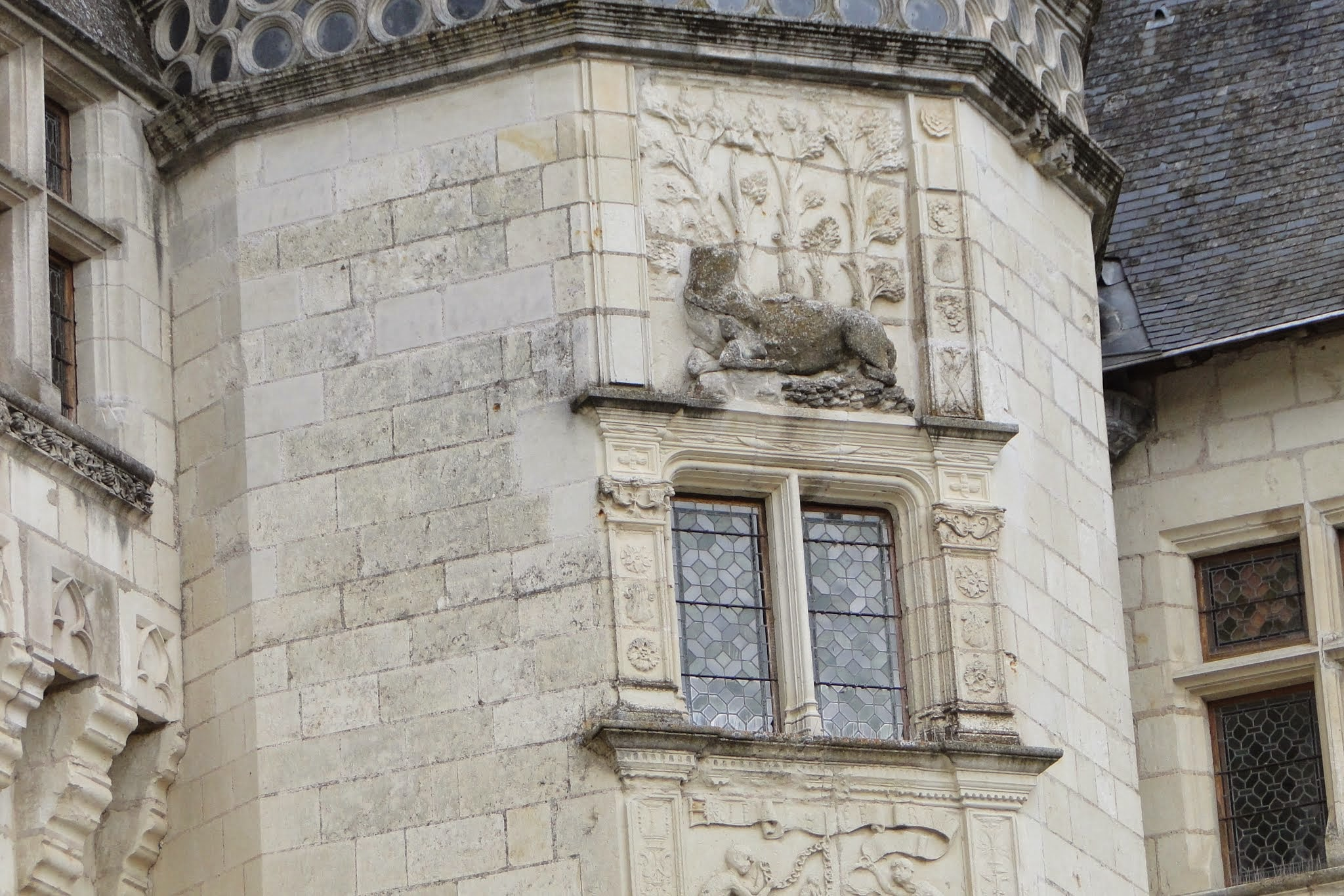
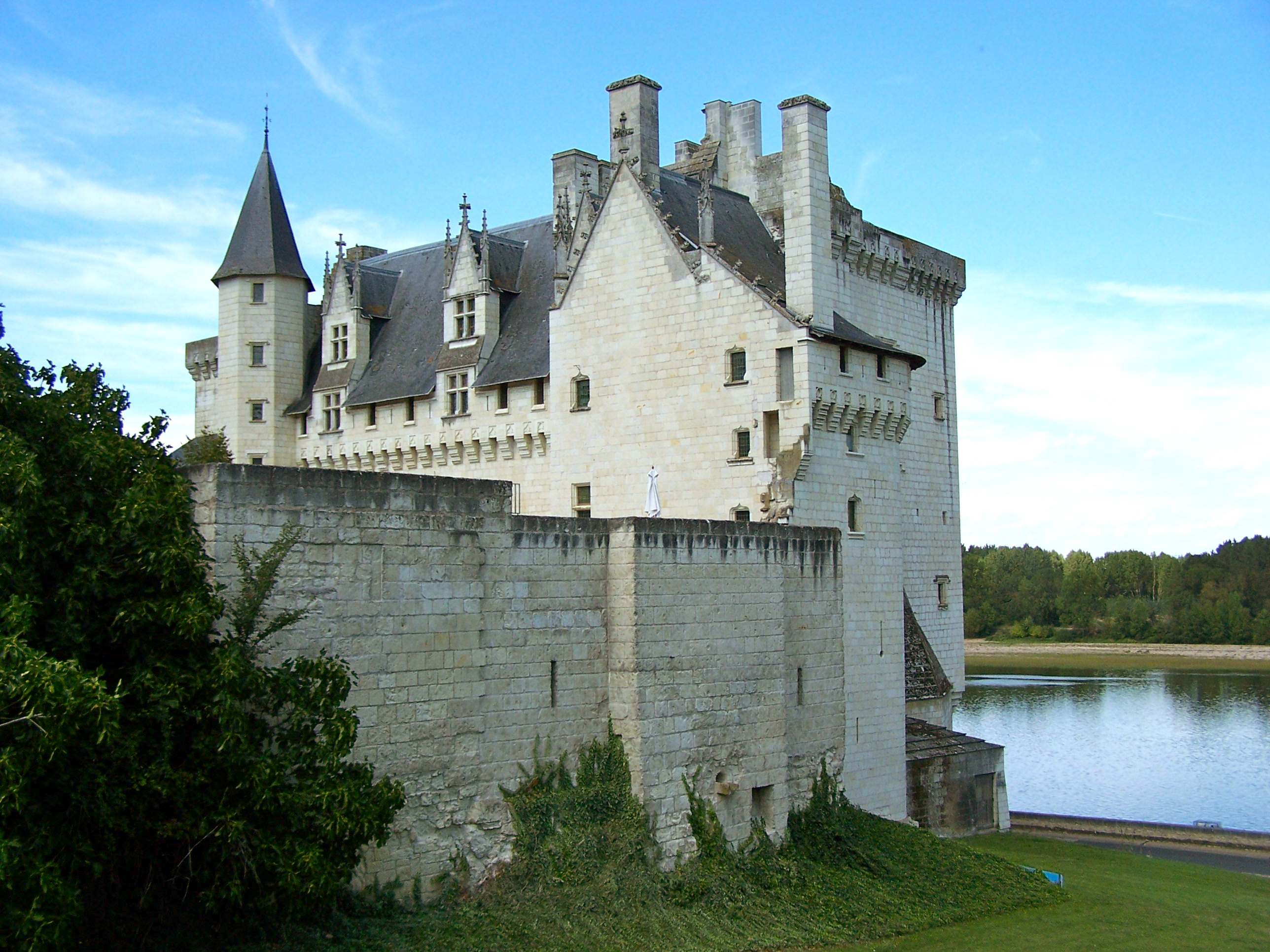
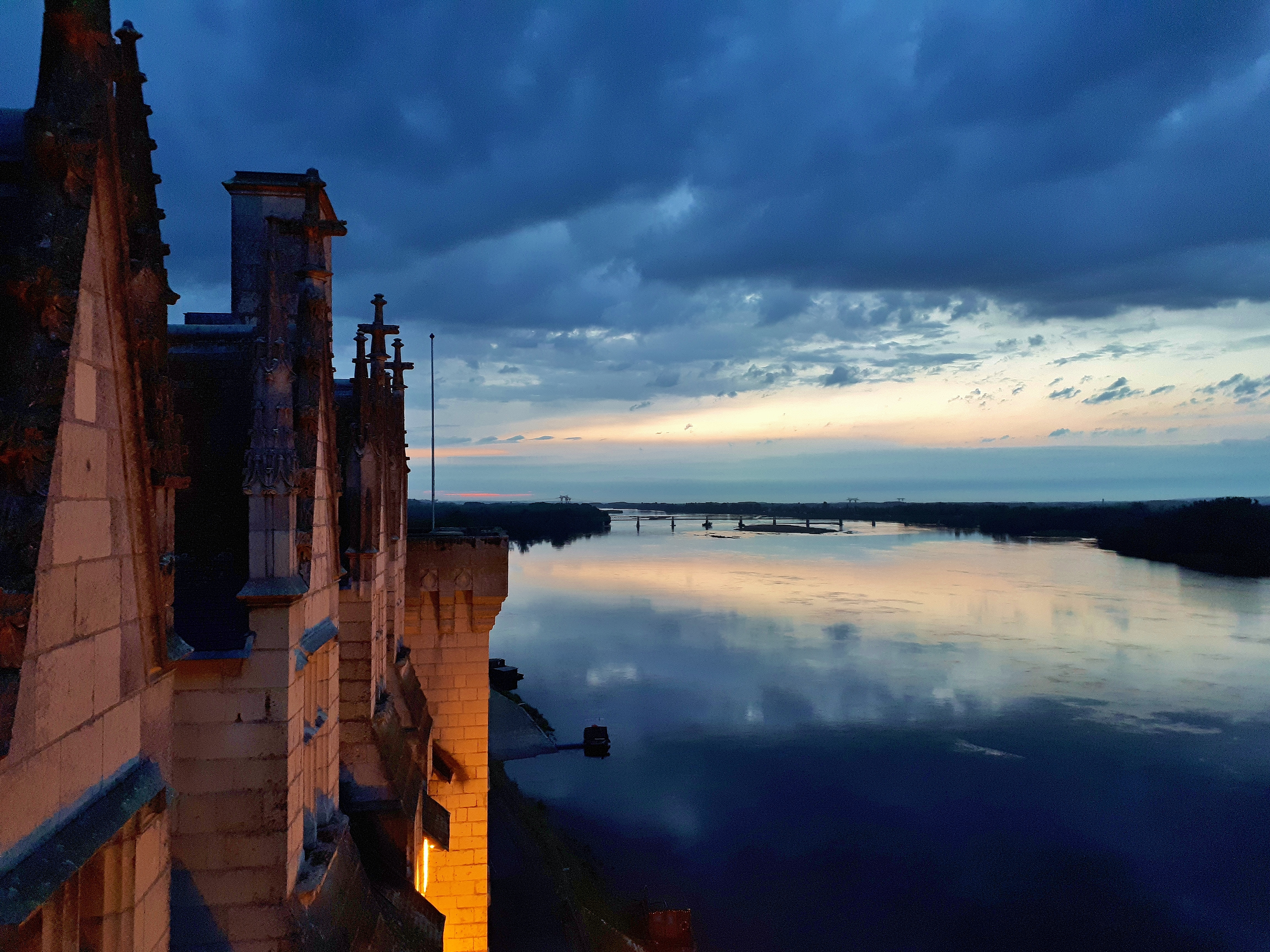
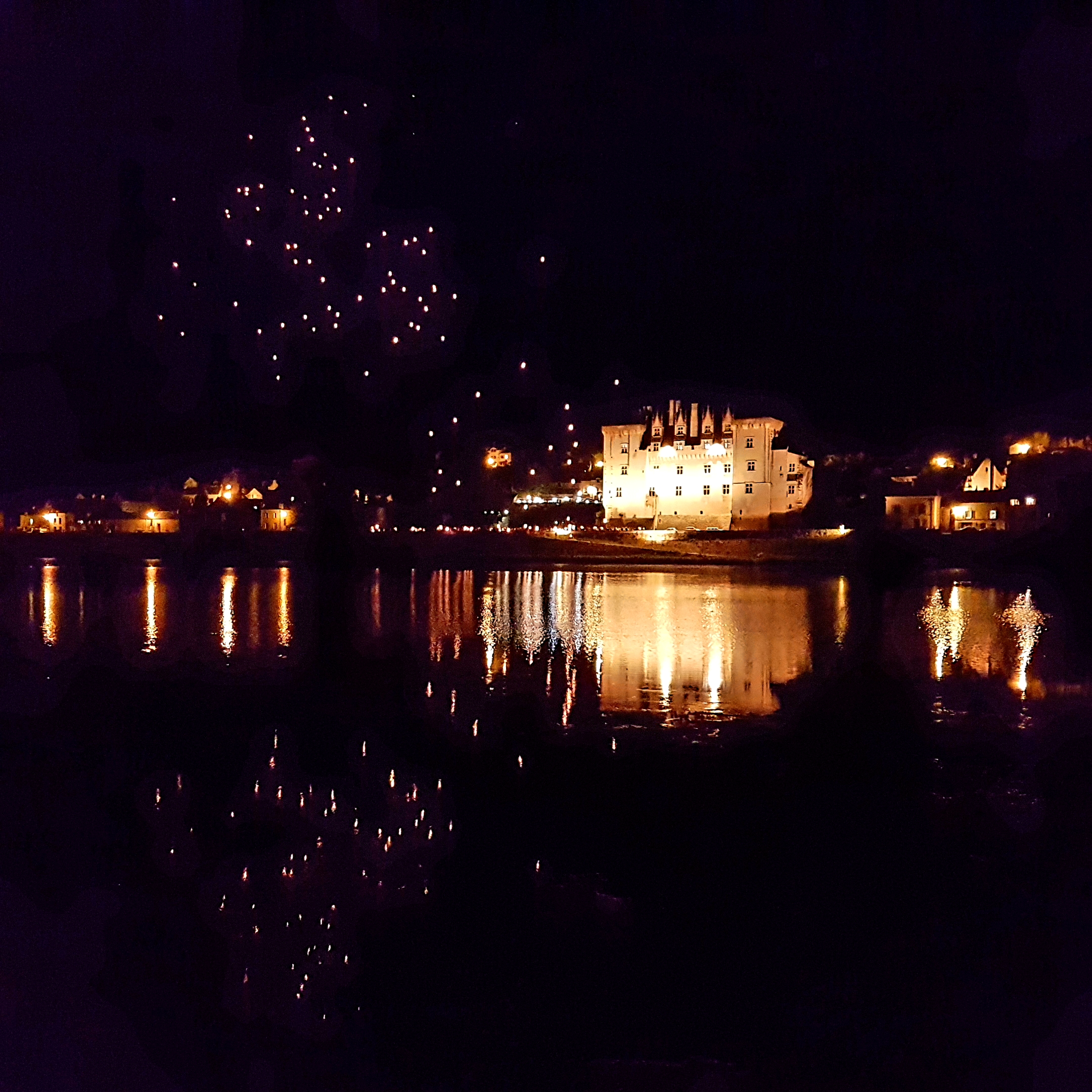

## وصلات خارجية
- Château de Montsoreau

‌
لم يتم العثور على روابط لمواقع التواصل الاجتماعي.